# 布德維利耶

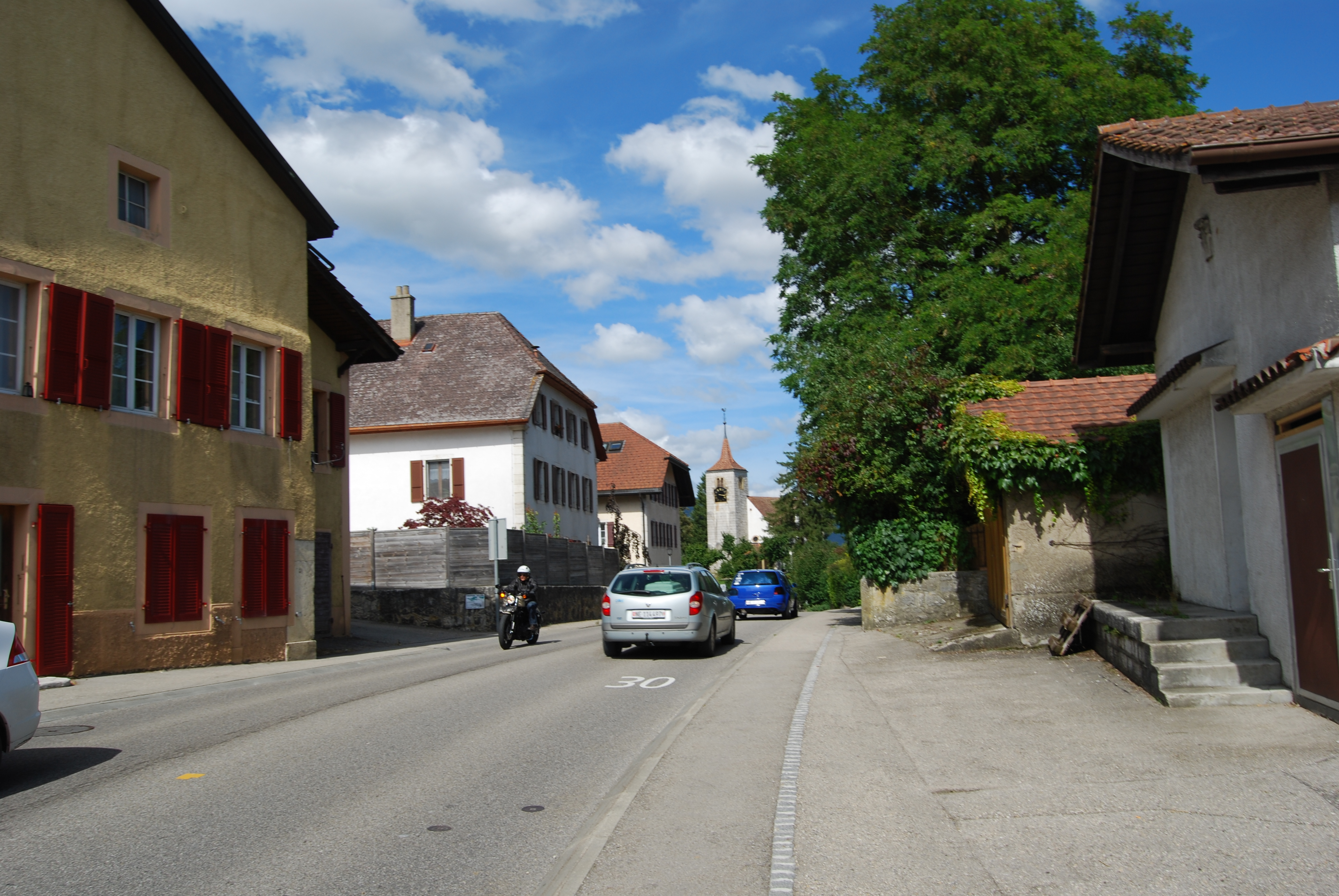
布德維利耶

布德維利耶是瑞士的城鎮，位於該國西部，由納沙泰爾州負責管轄，面積12.57平方公里，海拔高度753米，2011年人口754，一半人口信奉基督教，人口密度每平方公里60人。